# Chiesa di San Giovanni Battista (Scansano)
La chiesa di San Giovanni Battista si trova a Scansano, in provincia di Grosseto.

## Storia e descrizione
Ricordata dal 1276, fu radicalmente ristrutturata nel secolo XVIII. Nella facciata a capanna spicca il portale quattrocentesco con una cornice ad ovoli.
Nell'interno si segnalano gli altari, realizzati nel secolo XVIII in gesso e stucco, e alcuni dipinti: la Madonna che porge il Bambino a Sant'Anna, dell'inizio del secolo XVII; il Martirio di San Sebastiano, attribuito a Stefano Volpi; la Madonna del Soccorso. Un'elegante incorniciatura policroma quattrocentesca a festoni racchiudeva la Madonna dell'uccellino, terracotta invetriata della bottega di Andrea della Robbia, rubata nel 1971 e sostituita da una copia. La Madonna è stata ritrovata nel 2019, ma ancora non ricollocata in chiesa.
Nel presbiterio, statua lignea policromata della Madonna, del secolo XV. Nell'abside, pregevole coro ligneo seicentesco.

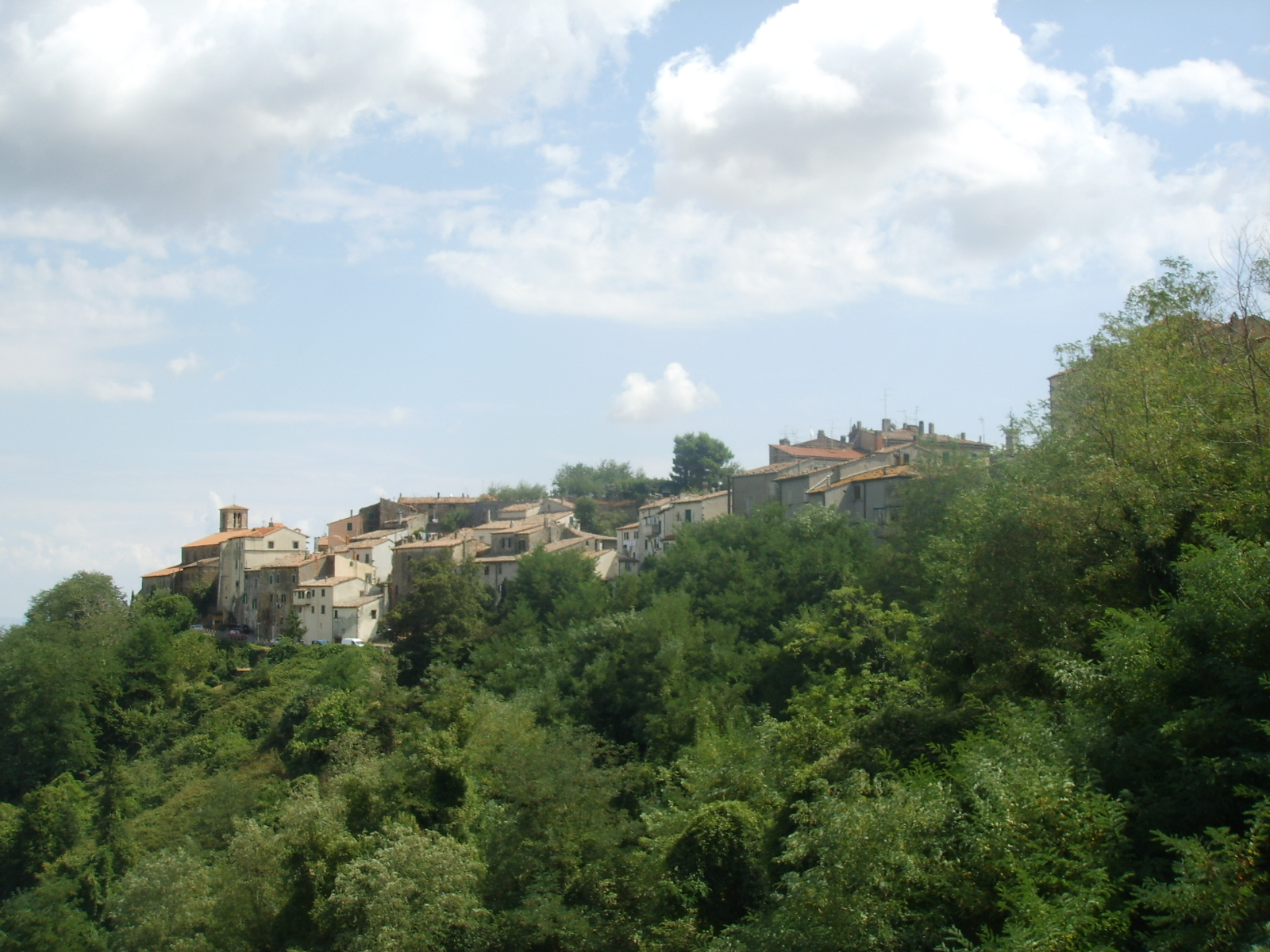
Veduta del paese con in fondo il campanile di San Giovanni
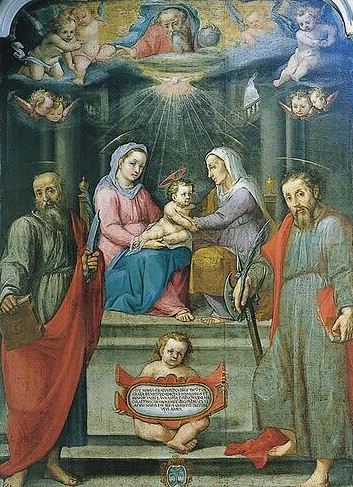
Madonna che porge il Bambino a Sant'Anna, inizio del secolo XVII
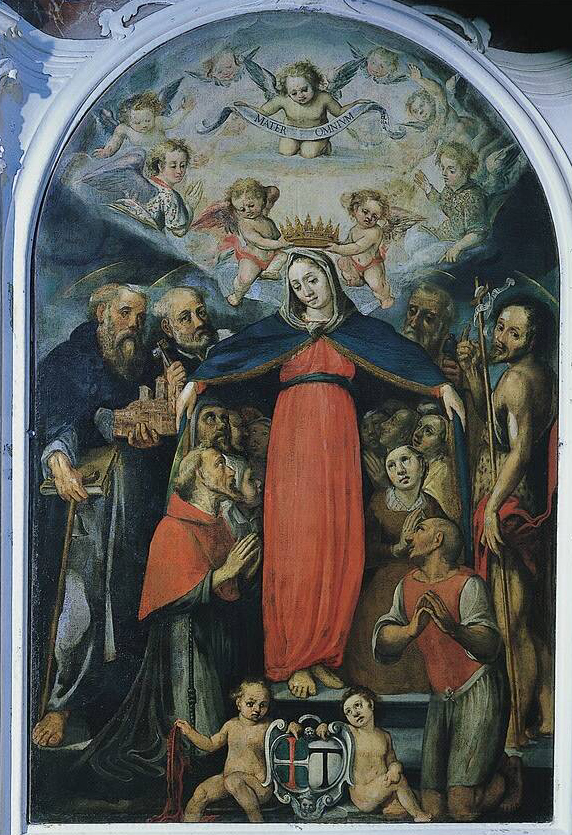
Madonna del Soccorso